# Tangue (roche)
Pour les articles homonymes, voir Tangue.

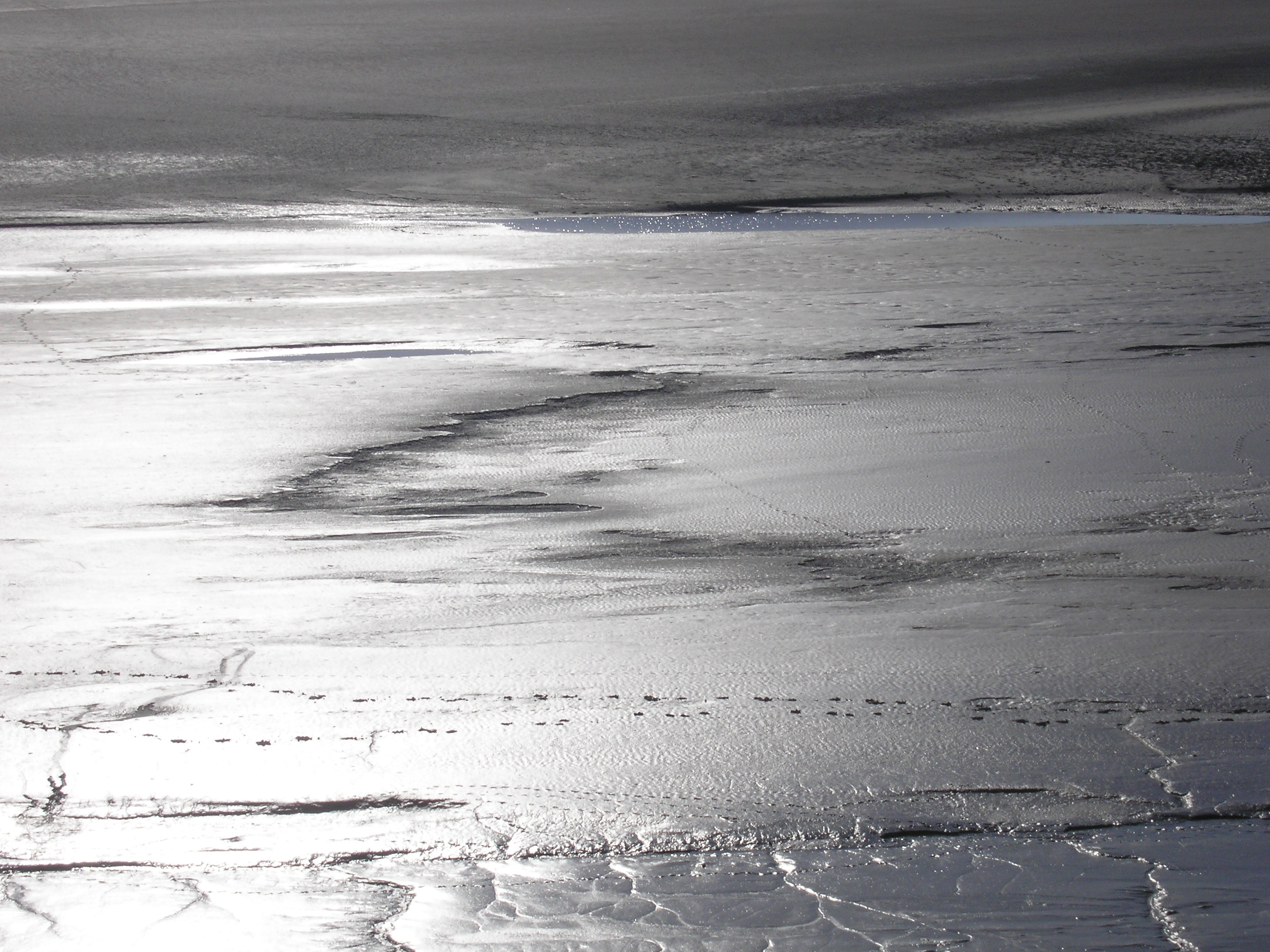
Tangue au Grouin du Sud, en baie du mont Saint-Michel.

La tangue est un sédiment qui se dépose dans les zones de vasières littorales recouvertes par les hautes marées des côtes de la Manche et qui est formé d'une fraction sableuse principalement à base de débris coquilliers calcaires et d'une fraction vaseuse de limons et d'argiles.
Les tangues de la baie du mont Saint-Michel étaient traditionnellement exploitées comme amendement agricole.